# Schelphoek (Zuid-Beveland)

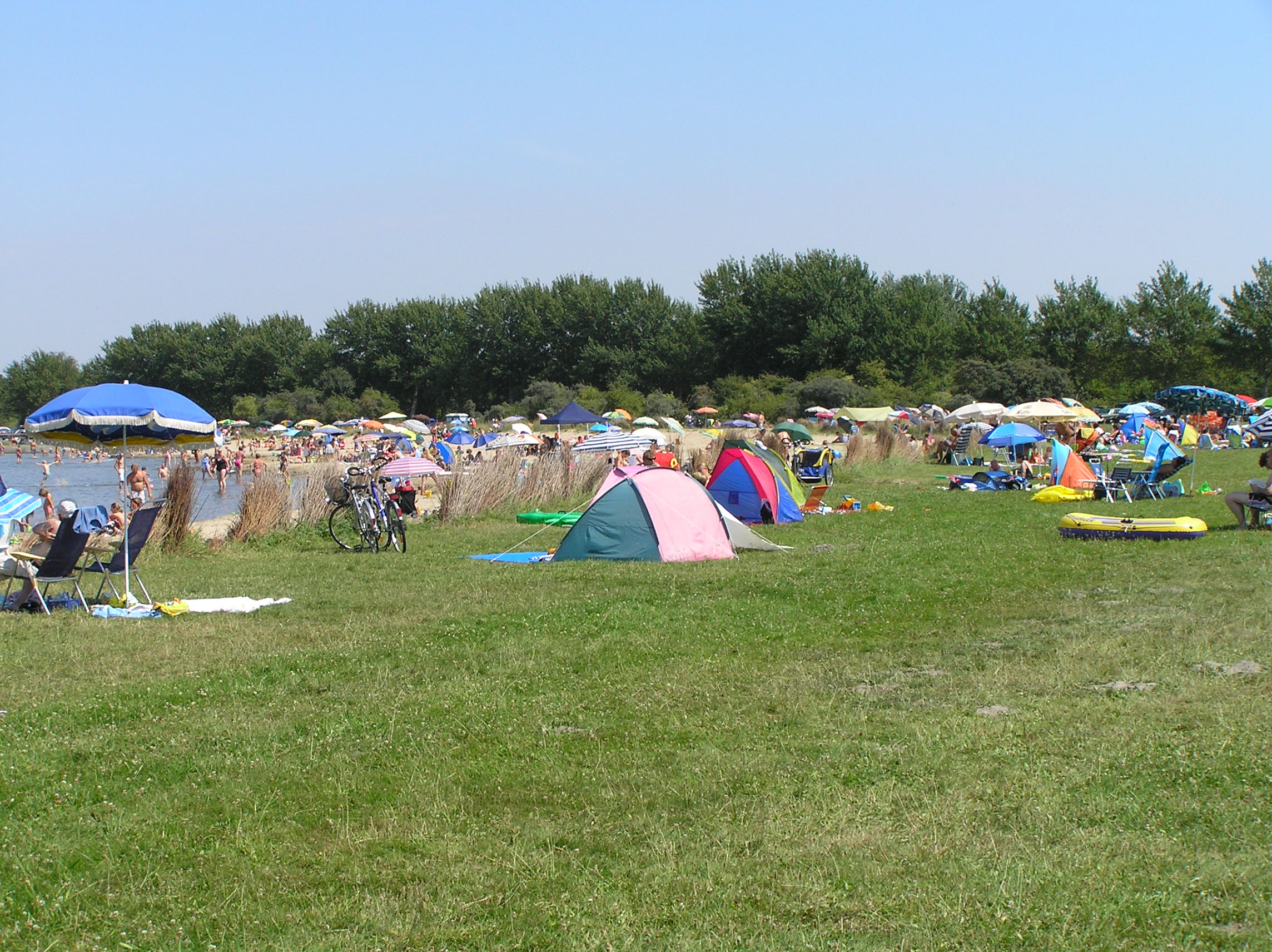
Het strandje van de Schelphoek

De Schelphoek op Zuid-Beveland is een recreatiegebied aan het Veerse Meer bij Oud-Sabbinge en Wolphaartsdijk. Er bevindt zich:
- een opgespoten strandje
- een klein bos
- een plaats voor windsurfers
- een horeca-gelegenheid

Het gebied grenst bovendien aan een terrein met recreatiewoningen en een camping en ligt vlak bij de jachthaven van Wolphaartsdijk.